# جيمس جي. كلينتون
جيمس جي. كلينتون (بالإنجليزية: James G. Clinton)‏ هو قاضي وضابط ومحامي وسياسي أمريكي، ولد في 2 يناير 1804 في الولايات المتحدة، وتوفي في 28 مايو 1849 في نيويورك في الولايات المتحدة. حزبياً، نشط في الحزب الديمقراطي. وقد انتخب عضو مجلس النواب الأمريكي.